# Louis Glackemeyer
Louis Glackemeyer (* 1833 oder 1834; † 1902 in Hannover) war ein deutscher Bankdirektor, Mathematiklehrer, Verbandsfunktionär für das Genossenschaftswesen und Aufsichtsrat.

## Leben
Louis Glackemeyer wurde 1833 oder 1834 im Königreich Hannover geboren. In Hannover war er laut dem Adressbuch Hannover von 1868 mit dem Titel Dr. phil. ausgezeichnet, Institutsvorsteher und Lehrer für Mathematik an der Gewerblichen Fortbildungsschule, während er privat in der Braunschweiger Straße 9 wohnte.

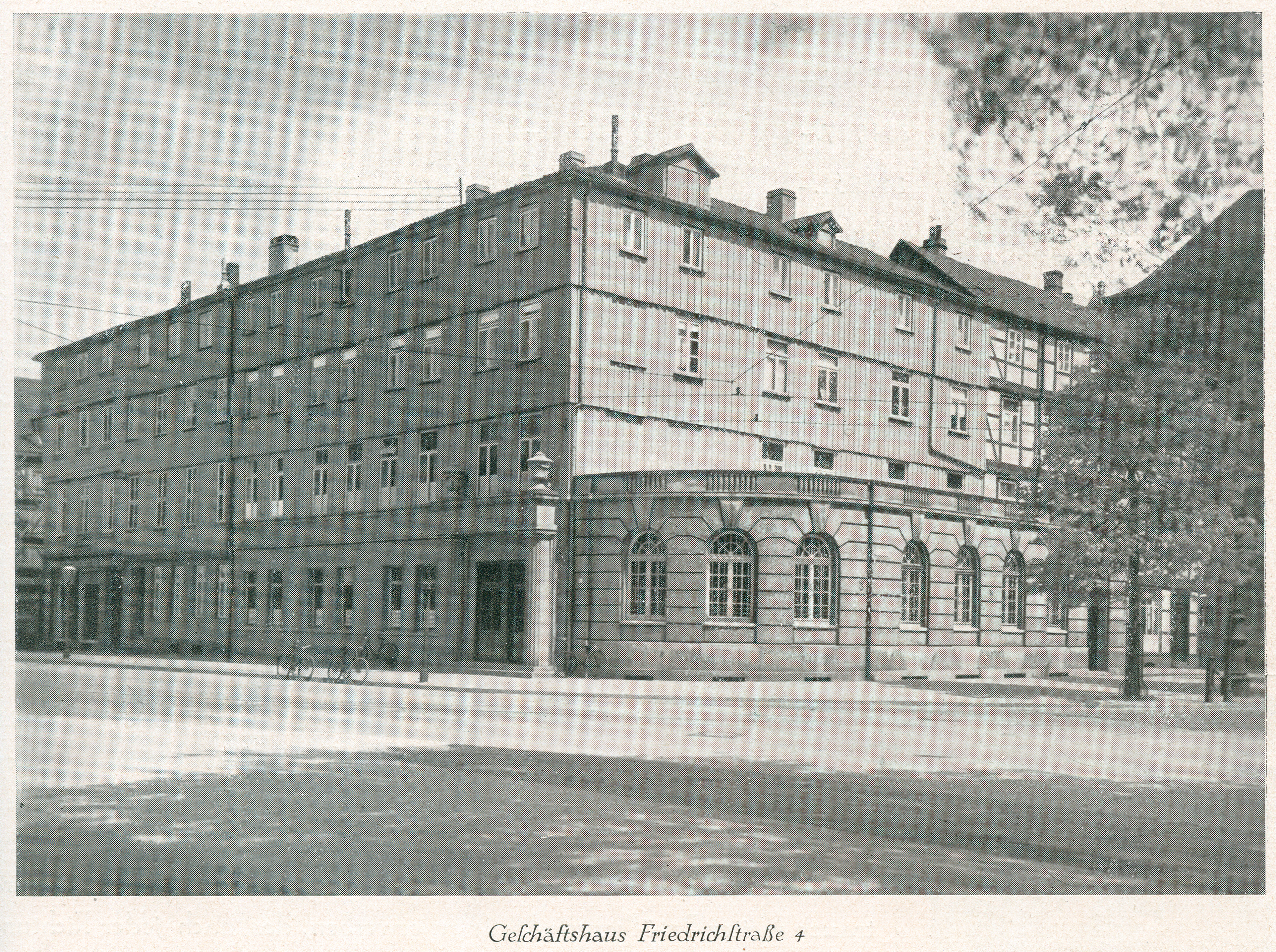
Ehemaliges Hauptgebäude der Credit-Bank zu Hannover an der Friedrichstraße 4 Ecke Kleine Wallstraße (heute etwa vor der Einmündung der Osterstraße), um 1900

Glackemeyer gehörte am 18. März 1878 zu einem der 75 Gründungsmitglieder der später in Creditbank zu Hannover umbenannten Genossenschaft Creditverein zu Hannover, eingetragene Genossenschaft mit unbeschränkter Haftpflicht. Diese Bank leitete er anfangs ehrenamtlich gemeinsam mit August Weber und „[...] Fr. Wellhausen“.
1902 starb Louis Glackemeyer. Laut der in den USA erschienenen deutschsprachigen Tageszeitung Indiana Tribüne vom 25. Juli des Jahres hatte der im Alter von 68 Lebensjahren Verstorbene zuvor die Aufgaben eines Senators wahrgenommen, galt als Gründer des Niedersächsischen Genossenschaftsverbandes und war Mitglied im Aufsichtsrat der Preußischen Zentralgenossenschaftskasse gewesen.

## Schriften
- Die Creditvereine nach Schulze-Delitzsch und die Darlehnskassen nach Raiffeisen. Eine Gegenüberstellung zur Belehrung, ein Beitrag zur Abwehr der Angriffe unserer Gegner, eine Anregung zur Gründung neuer Creditvereine, 66 Seiten, Hannover: Meyer, 1887
- ABC-Buch für Vorschuss- und Creditvereine. Ein alphabetischer Wegweiser zu deren Errichtung und Leitung auf Grund des neuen Genossenschaftgesetzes, Berlin : J. J. Heines Verlag, (1889)
- Wie kommt man auf einen grünen Zweig?, 32 Seiten, Hannover-Linden: Manz & Lange, 1892
- Die Finanzlage der Kgl. Haupt- und Residenzstadt Hannover. Vortrag von ... Glackemeyer, Hannover-Linden, 1892
- ABC-Buch für den Wechselverkehr. Ein alphabetischer Rathgeber für Kaufleute, Bankiers, Creditvereine, Kapitalisten, Gewerbtreibende und Handwerker sowie für Lehrer und Schüler der Handelsschulen, 140 S., Hannover-Linden: Manz & Lange, 1892
- Die Verbandsrevision auf Abwegen. Eine Gefahr für alle Creditgenossenschaften Deutschlands, 33 Seiten, Hannover-Linden: Manz & Lange, 1893
- Die Central-Genossenschaftskasse. Fingerzeige für Creditgenossenschaften zur Gründung und Leitung solcher Kassen, 2. Auflage, Hannover, 1894
- Ludolf Parisius in Charlottenburg, seine Schmähschrift und sein Kampf gegen die Weiterentwicklung der Lehren von Schulze-Delitzsch, 2 Blätter, 153 Seiten, 3. Tausend, Hannover: Verlag von Manz & Lange, 1895
- Wie gründet und leitet man einen Creditverein? Kurze Anweisung zur Gründung und Leitung von Vorschuß- und Creditvereinen, Volksbanken etc., 2. Auflage, 55 S. in Fraktur, Hannover, 1896
- Der Revisionsverband im Dienste der Genossenschaften. Populärer Rathgeber zur Gründung und Leitung von Revisions-Verbänden für Genossenschaften aller Art, 40 S., Hannover: Manz & Lange, 1896
- Taschenbuch des Wechselverkehrs ..., 62 S. in Frakturschrift, Hannover, 1897
- Louis Glackemeyer (Hrsg.): 80 Festlieder für Genossenschaften, Umschlagtitel auch Kommersbuch für Genossenschaften, 87 S., Hannover: Manz & Lange, (1899)
- Die Central Genossenschaftskasse für Niedersachsen zu Hannover, 31 Seiten in Frakturschrift, Hannover: Manz & Lange, 1901